# Quartz (software)
Quartz è il motore di rendering situato sopra XNU, il kernel di macOS (il sistema operativo dei computer Apple), a volte chiamato anche Core Graphics. Quartz supporta nativamente Aqua nella visualizzazione della grafica bidimensionale utilizzata per creare l'interfaccia grafica, include il rendering in tempo reale e antialiasing con una precisione di una frazione di pixel.
Vi sono due componenti che formano Quartz:
- Quartz Compositor - Il gestore delle finestre, si preoccupa di gestire le finestre utilizzate dalle applicazioni, verificando la loro sovrapposizione e richiedendone il ridisegno se necessario.
- Quartz 2D - La libreria grafica che utilizza il formato PDF per disegnare bidimensionalmente testo e grafica.

Quartz utilizza se possibile le istruzioni AltiVec e la GPU della scheda grafica per accelerare via hardware le operazioni grafiche. Questa tecnologia è stata estesa dal Mac OS X Tiger con i sottosistemi Core Image e Core Video che provvedono a manipolare in tempo reale immagini e animazioni.